# Октябрський сільський округ (Карасуський район)
Октя́брський сільський округ (каз. Октябрь ауылдық округі, рос. Октябрьский сельский округ) — адміністративна одиниця у складі Карасуського району Костанайської області Казахстану. Адміністративний центр та єдиний населений пункт — село Октябрське.
Населення — 3986 осіб (2021; 5424 у 2009, 6107 у 1999, 9431 у 1989).
Станом на 1989 рік у складі колишнього Октябрського району існували Братська сільська рада (села Братське, Красний Октябр, Мирне), Вільямська сільська рада (села Куленсай, Тубек, селище Вільямський), Жекекольська сільська рада (селище Жекекольський), Желєзнодорожна сільська рада (селище Желєзнодорожний) та Октябрська сільська рада (село Октябрське), село Тюнтюгур перебувало у складі Степної сільської ради, з 1993 року — Братський сільський округ, Теректинський сільський округ, Жекекольська сільська адміністрація, Желєзнодорожний сільський округ (села Желєзнодорожне, Тюнтюгур) та Октябрська сільська адміністрація. Село Тюнтюгур було ліквідоване 2009 року, село Жарколь — також 2009 року. У період 1999—2009 років Жекекольська сільська адміністрація включена до складу Теректинського сільського округу, Братський сільський округ — до складу Желєзнодорожного сільського округу. 2013 року до складу Желєзнодорожного сільського округу була включена територія ліквідованого Теректинського сільського округу (села Жекеколь, Куленсай, Теректи). 2019 року було ліквідовано села Братське, Куленсай, Желєзнодорожний сільський округ розділено на Жекекольську сільську адміністрацію, Желєзнодорожну сільську адміністрацію та Теректинську сільську адміністрацію, вони були включені до складу Октябрської сільської адміністрації і вона стала округом.

## Склад
До складу округу входять такі населені пункти:
| Населений пункт      | Старі назви     | Населення, осіб (1989) | Населення, осіб (1999) | Населення, осіб (2009) | Населення, осіб (2021) |
| -------------------- | --------------- | ---------------------- | ---------------------- | ---------------------- | ---------------------- |
| Жанузак, село        | Красний Октябр  | 110                    | 42                     | -                      | -                      |
| Жарколь, село        | Мирне           | 130                    | 43                     | -                      | -                      |
| Жекеколь, село       | Жекекольський   | 906                    | 214                    | 100                    | 54                     |
| Желєзнодорожне, село | Желєзнодорожний | 1955                   | 1697                   | 1708                   | 1424                   |
| --Братське, село     | -               | 1104                   | 641                    | 122                    | 1                      |
| Октябрське, село     | -               | 3758                   | 2860                   | 3034                   | 2423                   |
| Теректи, село        | Вільямський     | 933                    | 425                    | 396                    | 83                     |
| --Куленсай, село     | -               | 272                    | 90                     | 62                     | 1                      |
| Тубек, село          | -               | 171                    | 62                     | -                      | -                      |
| Тюнтюгур, село       | -               | 92                     | 33                     | 2                      | -                      |